# EHF Cup vrouwen 2012/13
Aan de EHF Cup 2012/13 namen 44 handbalverenigingen deel, die zich in het voorafgaande jaar via de landelijke competities hebben gekwalificeerd. Het was de 38e editie van de EHF Cup. De bekerwedstrijden begonnen op 13-14 oktober 2012. Het bekertoernooi eindigde met de returnwedstrijd van de finale op 12 mei 2013. De EHF Cup werd gewonnen door het Deense  Team Tvis Holstebro.

## 2e ronde
Aan de 2e ronde namen 24 teams deel.
 De loting van de 2e ronde vond plaats op 24 juli 2012.
 De heenwedstrijden vonden plaats op 13-14 oktober 2012. De returnwedstrijden vonden plaats op 20-21 oktober 2012.

### Gekwalificeerde teams
| Pot 1: - Fémina Visé - KGHM Metraco Zagłębie Lubin - HK Karpaty Uschhorod - Tertnes IL - Team Tvis Holstebro - Astrachanotschka - Valencia Aicequip - HC Dunărea Brăila - ÉTV-Érdi VSE - Helvetia BM Alcobendas - GAS Megas Alexandros Giannitson - Bnei Hertzeliya | Pot 2: - Valur Reykjavík - D'Archivio Arche-Artro Teramo - KHF Prishtina - ŽRK Borac Banja Luka - RK Zelina - ChK Etar-64 Weliko Tarnowo - ŽRK Biseri - DHC Zokol Poruba - HK Horodnitschanka - Maccabi Arazim Ramat gan - Fram Reykjavík - HC Sassari |

### Uitslagen
| Team 1                                                | Team 2                                       | Heenwedstrijd        | Returnwedstrijd      | Totaal      |
| ----------------------------------------------------- | -------------------------------------------- | -------------------- | -------------------- | ----------- |
| GAS Megas Alexandros Giannitson Maria Papadopoulou 15 | KHF Prishtina Albulena Kelmendi 17           | 13.10.2012 18:00 uur | 20.10.2012 17:00 uur | 49 : 49 (a) |
| GAS Megas Alexandros Giannitson Maria Papadopoulou 15 | KHF Prishtina Albulena Kelmendi 17           | 27 : 27 (11 : 14)    | 22 : 22 (10 : 10)    | 49 : 49 (a) |
| GAS Megas Alexandros Giannitson Maria Papadopoulou 15 | KHF Prishtina Albulena Kelmendi 17           | 200 toeschouwers     | 1.350 toeschouwers   | 49 : 49 (a) |
| HK Horodnitschanka Natalja Wasilewskaja 17            | ÉTV-Érdi VSE Beáta Balog 11                  | 12.10.2012 18:00 uur | 14.10.2012 15:30 uur | 48 : 77     |
| HK Horodnitschanka Natalja Wasilewskaja 17            | ÉTV-Érdi VSE Beáta Balog 11                  | 25 : 46 (12 : 26)    | 23 : 31 (11 : 16)    | 48 : 77     |
| HK Horodnitschanka Natalja Wasilewskaja 17            | ÉTV-Érdi VSE Beáta Balog 11                  | 700 toeschouwers     | 600 toeschouwers     | 48 : 77     |
| HC Dunărea Brăila Adina Brot 17                       | ŽRK Biseri Slađana Perazić 10                | 13.10.2012 11:00 uur | 21.10.2012 11:00 uur | 72 : 29     |
| HC Dunărea Brăila Adina Brot 17                       | ŽRK Biseri Slađana Perazić 10                | 39 : 14 (18 : 6)     | 33 : 15 (15 : 9)     | 72 : 29     |
| HC Dunărea Brăila Adina Brot 17                       | ŽRK Biseri Slađana Perazić 10                | 750 toeschouwers     | 500 toeschouwers     | 72 : 29     |
| D'Archivio Arche-Artro Teramo                         | Helvetia BM Alcobendas                       | 13.10.2012 19:00 uur | 20.10.2012 18:00 uur | 0 : 20      |
| D'Archivio Arche-Artro Teramo                         | Helvetia BM Alcobendas                       | 0 : 10 (0 : 0)       | 0 : 10 (0 : 0)       | 0 : 20      |
| D'Archivio Arche-Artro Teramo                         | Helvetia BM Alcobendas                       | -.--- toeschouwers   | -.--- toeschouwers   | 0 : 20      |
| Team Tvis Holstebro Ann Grete Nørgaard 13             | ŽRK Borac Banja Luka Armina Marić 9          | 20.10.2012 14:00 uur | 21.10.2012 13:00 uur | 96 : 47     |
| Team Tvis Holstebro Ann Grete Nørgaard 13             | ŽRK Borac Banja Luka Armina Marić 9          | 54 : 22 (25 : 10)    | 42 : 25 (21 : 11)    | 96 : 47     |
| Team Tvis Holstebro Ann Grete Nørgaard 13             | ŽRK Borac Banja Luka Armina Marić 9          | 1.011 toeschouwers   | 205 toeschouwers     | 96 : 47     |
| Maccabi Arazim Ramat gan Veronika Grozovsky 13        | Fémina Visé Maureen Racz 12                  | 20.10.2012 18:00 uur | 21.10.2012 18:00 uur | 44 : 82     |
| Maccabi Arazim Ramat gan Veronika Grozovsky 13        | Fémina Visé Maureen Racz 12                  | 21 : 41 (13 : 20)    | 23 : 41 (13 : 22)    | 44 : 82     |
| Maccabi Arazim Ramat gan Veronika Grozovsky 13        | Fémina Visé Maureen Racz 12                  | 350 toeschouwers     | 350 toeschouwers     | 44 : 82     |
| Valencia Aicequip Sheila Segura Grau 12               | Valur Reykjavík Þorgerður Anna Atladóttir 15 | 19.10.2012 20:30 uur | 21.10.2012 12:30 uur | 47 : 64     |
| Valencia Aicequip Sheila Segura Grau 12               | Valur Reykjavík Þorgerður Anna Atladóttir 15 | 22 : 27 (11 : 13)    | 25 : 37 (10 : 18)    | 47 : 64     |
| Valencia Aicequip Sheila Segura Grau 12               | Valur Reykjavík Þorgerður Anna Atladóttir 15 | 600 toeschouwers     | 450 toeschouwers     | 47 : 64     |
| KGHM Metraco Zagłębie Lubin Kinga Byzdra 10           | RK Zelina Ivana Petković 15                  | 14.10.2012 17:00 uur | 20.10.2012 19:00 uur | 43 : 37     |
| KGHM Metraco Zagłębie Lubin Kinga Byzdra 10           | RK Zelina Ivana Petković 15                  | 22 : 18 (11 : 9)     | 21 : 19 (13 : 9)     | 43 : 37     |
| KGHM Metraco Zagłębie Lubin Kinga Byzdra 10           | RK Zelina Ivana Petković 15                  | 250 toeschouwers     | 500 toeschouwers     | 43 : 37     |
| Tertnes IL Marthe Reinkind 11                         | Fram Reykjavík Stella Sigurðardóttir 11      | 20.10.2012 16:00 uur | 21.10.2012 16:00 uur | 56 : 39     |
| Tertnes IL Marthe Reinkind 11                         | Fram Reykjavík Stella Sigurðardóttir 11      | 35 : 21 (15 : 10)    | 21 : 18 (6 : 10)     | 56 : 39     |
| Tertnes IL Marthe Reinkind 11                         | Fram Reykjavík Stella Sigurðardóttir 11      | 289 toeschouwers     | 250 toeschouwers     | 56 : 39     |
| HC Sassari Carmen Onnis 17                            | Bnei Hertzeliya Nathalie Lucie Bertaut 14    | 20.10.2012 17:00 uur | 21.10.2012 19:00 uur | 63 : 49     |
| HC Sassari Carmen Onnis 17                            | Bnei Hertzeliya Nathalie Lucie Bertaut 14    | 30 : 24 (17 : 11)    | 33 : 25 (13 : 14)    | 63 : 49     |
| HC Sassari Carmen Onnis 17                            | Bnei Hertzeliya Nathalie Lucie Bertaut 14    | 150 toeschouwers     | 200 toeschouwers     | 63 : 49     |
| HK Karpaty Uschhorod Julyja Tarassowa 17              | ChK Etar-64 Weliko Tarnowo Shir Vikrat 13    | 13.10.2012 18:00 uur | 20.10.2012 18:00 uur | 74 : 45     |
| HK Karpaty Uschhorod Julyja Tarassowa 17              | ChK Etar-64 Weliko Tarnowo Shir Vikrat 13    | 34 : 17 (15 : 5)     | 40 : 28 (23 : 11)    | 74 : 45     |
| HK Karpaty Uschhorod Julyja Tarassowa 17              | ChK Etar-64 Weliko Tarnowo Shir Vikrat 13    | 850 toeschouwers     | 1.000 toeschouwers   | 74 : 45     |
| DHC Zokol Poruba Lucia uuráková 12                    | Astrachanotschka Lilija Artjuchowitsch 15    | 14.10.2012 19:00 uur | 20.10.2012 17:00 uur | 52 : 59     |
| DHC Zokol Poruba Lucia uuráková 12                    | Astrachanotschka Lilija Artjuchowitsch 15    | 23 : 23 (11 : 16)    | 29 : 36 (15 : 24)    | 52 : 59     |
| DHC Zokol Poruba Lucia uuráková 12                    | Astrachanotschka Lilija Artjuchowitsch 15    | 675 toeschouwers     | 3.000 toeschouwers   | 52 : 59     |

## 3e ronde
Aan de 3e ronde namen de 12 winnaars uit de 2e ronde deel, alsmede de 20 teams die zich rechtstreeks hadden gekwalificeerd. 
De loting van de 3e ronde vond plaats op 24 juli 2012 in Wenen. 
De heenwedstrijden vonden plaats op 10-11 november 2012. De returnwedstrijden vonden plaats op 17-18 november 2012.

### Gekwalificeerde teams
| Pot 1: - Lada (Titelverdediger) - FC Midtjylland - HK Kuban Krasnodar - Grupo Asfi Itxako Navarra - Frankfurter HC - HC Zalău - Metz Handball - Siófok KC-Galerius Fürdő - ŽRK Radnički Kragujevac - Çankaya Bel. Ankara - Lugi - SPONO Nottwil - Westfriesland SEW - RK GEN-I Zagorje - BNTU-BelAZ Minsk Reg. - ŽRK Vardar SCBT | Pot 2: - HAC Handball - A.C. Loux Patras - Juve Lis - A.C. Latsia - KHF Prishtina - ÉTV-Érdi VSE - HC Dunărea Brăila - Helvetia Bm. Alcobendas - Team Tvis Holstebro - Fémina Visé - Valur Reykjavík - KGHM Metraco Zagłębie Lubin - Tertnes Bergen - HC Sassari - HK Karpaty Uschhorod - Astrachanotschka |

### Uitslagen
| Team 1                                          | Team 2                                             | Heenwedstrijd        | Returnwedstrijd      | Totaal      |
| ----------------------------------------------- | -------------------------------------------------- | -------------------- | -------------------- | ----------- |
| Juve Lis Ines Silva 9                           | SPONO Nottwil Silvia Häfliger 10                   | 17.11.2012 16:00 uur | 18.11.2012 12:00 uur | 49 : 48     |
| Juve Lis Ines Silva 9                           | SPONO Nottwil Silvia Häfliger 10                   | 24 : 26 (13 : 13)    | 22 : 25 (11 : 13)    | 49 : 48     |
| Juve Lis Ines Silva 9                           | SPONO Nottwil Silvia Häfliger 10                   | 300 toeschouwers     | 300 toeschouwers     | 49 : 48     |
| ÉTV-Érdi VSE Anna Kovács 12                     | Metz Handball Paule Baudouin 12                    | 10.11.2012 13:45 uur | 18.11.2012 18:15 uur | 63 : 63 (a) |
| ÉTV-Érdi VSE Anna Kovács 12                     | Metz Handball Paule Baudouin 12                    | 37 : 31 (20 : 16)    | 26 : 32 (13 : 13)    | 63 : 63 (a) |
| ÉTV-Érdi VSE Anna Kovács 12                     | Metz Handball Paule Baudouin 12                    | 900 toeschouwers     | 4.500 toeschouwers   | 63 : 63 (a) |
| HC Sassari                                      | Lada (Titelverdediger)                             | 02.11.2012 00:00 uur | 02.11.2012 00:00 uur | 0 : 20      |
| HC Sassari                                      | Lada (Titelverdediger)                             | 0 : 10 (0 : 0)       | 0 : 10 (0 : 0)       | 0 : 20      |
| HC Sassari                                      | Lada (Titelverdediger)                             | -.--- toeschouwers   | -.--- toeschouwers   | 0 : 20      |
| KGHM Metraco Zagłębie Lubin Kinga Byzdra 16     | BNTU-BelAZ Minsk Reg. Karolina Semeniuk-Olchawa 15 | 10.11.2012 17:00 uur | 18.11.2012 17:00 uur | 55 : 53     |
| KGHM Metraco Zagłębie Lubin Kinga Byzdra 16     | BNTU-BelAZ Minsk Reg. Karolina Semeniuk-Olchawa 15 | 30 : 29 (15 : 16)    | 25 : 24 (12 : 11)    | 55 : 53     |
| KGHM Metraco Zagłębie Lubin Kinga Byzdra 16     | BNTU-BelAZ Minsk Reg. Karolina Semeniuk-Olchawa 15 | 300 toeschouwers     | 500 toeschouwers     | 55 : 53     |
| Helvetia Bm. Alcobendas Leyre Aramendia Yerro 5 | FC Midtjylland Fie Woller 14                       | 10.11.2012 14:00 uur | 11.11.2012 13:00 uur | 32 : 74     |
| Helvetia Bm. Alcobendas Leyre Aramendia Yerro 5 | FC Midtjylland Fie Woller 14                       | 14 : 37 (5 : 21)     | 18 : 37 (7 : 18)     | 32 : 74     |
| Helvetia Bm. Alcobendas Leyre Aramendia Yerro 5 | FC Midtjylland Fie Woller 14                       | 1.028 toeschouwers   | 416 toeschouwers     | 32 : 74     |
| Valur Reykjavík Þorgerður Anna Atladóttir 11    | HC Zalău Gabriella Szűcs 17                        | 09.11.2012 19:30 uur | 10.11.2012 18:30 uur | 45 : 45 (a) |
| Valur Reykjavík Þorgerður Anna Atladóttir 11    | HC Zalău Gabriella Szűcs 17                        | 24 : 23 (11 : 13)    | 21 : 22 (16 : 9)     | 45 : 45 (a) |
| Valur Reykjavík Þorgerður Anna Atladóttir 11    | HC Zalău Gabriella Szűcs 17                        | 409 toeschouwers     | 855 toeschouwers     | 45 : 45 (a) |
| Astrachanotschka Liliya Artsiukhovich 10        | Siófok KC-Galerius Fürdő Annamária Bogdanovic 17   | 10.11.2012 14:00 uur | 17.11.2012 18:00 uur | 63 : 59     |
| Astrachanotschka Liliya Artsiukhovich 10        | Siófok KC-Galerius Fürdő Annamária Bogdanovic 17   | 41 : 28 (22 : 14)    | 22 : 31 (11 : 17)    | 63 : 59     |
| Astrachanotschka Liliya Artsiukhovich 10        | Siófok KC-Galerius Fürdő Annamária Bogdanovic 17   | 3.500 toeschouwers   | 500 toeschouwers     | 63 : 59     |
| Grupo Asfi Itxako Navarra Vera Andrade Lopes 18 | A.C. Latsia Nadeschda Schischkowa 11               | 17.11.2012 17:00 uur | 18.11.2012 17:00 uur | 73 : 41     |
| Grupo Asfi Itxako Navarra Vera Andrade Lopes 18 | A.C. Latsia Nadeschda Schischkowa 11               | 33 : 23 (15 : 9)     | 40 : 18 (17 : 11)    | 73 : 41     |
| Grupo Asfi Itxako Navarra Vera Andrade Lopes 18 | A.C. Latsia Nadeschda Schischkowa 11               | 300 toeschouwers     | 300 toeschouwers     | 73 : 41     |
| HK Karpaty Uschhorod Alisa Scholkowska 11       | ŽRK Radnički Kragujevac Katarina Stepanović 17     | 10.11.2012 18:00 uur | 18.11.2012 17:00 uur | 54 : 55     |
| HK Karpaty Uschhorod Alisa Scholkowska 11       | ŽRK Radnički Kragujevac Katarina Stepanović 17     | 31 : 22 (15 : 9)     | 23 : 33 (13 : 16)    | 54 : 55     |
| HK Karpaty Uschhorod Alisa Scholkowska 11       | ŽRK Radnički Kragujevac Katarina Stepanović 17     | 800 toeschouwers     | 1.000 toeschouwers   | 54 : 55     |
| Lugi Anna Olsson 9                              | Team Tvis Holstebro Ann Grete Nørgaard 12          | 10.11.2012 14:00 uur | 18.11.2012 13:00 uur | 50 : 72     |
| Lugi Anna Olsson 9                              | Team Tvis Holstebro Ann Grete Nørgaard 12          | 24 : 39 (11 : 23)    | 26 : 33 (12 : 17)    | 50 : 72     |
| Lugi Anna Olsson 9                              | Team Tvis Holstebro Ann Grete Nørgaard 12          | 400 toeschouwers     | 305 toeschouwers     | 50 : 72     |
| RK GEN-I Zagorje Ivana Ljubas 15                | KHF Prishtina Mimoza Xhemaili 12                   | 11.11.2012 18:00 uur | 17.11.2012 17:00 uur | 69 : 40     |
| RK GEN-I Zagorje Ivana Ljubas 15                | KHF Prishtina Mimoza Xhemaili 12                   | 43 : 22 (18 : 8)     | 26 : 18 (11 : 7)     | 69 : 40     |
| RK GEN-I Zagorje Ivana Ljubas 15                | KHF Prishtina Mimoza Xhemaili 12                   | 800 toeschouwers     | 300 toeschouwers     | 69 : 40     |
| A.C. Loux Patras Eleni Mournou 13               | ŽRK Vardar SCBT Marija Lojpur 11                   | 10.11.2012 16:00 uur | 11.11.2012 16:00 uur | 35 : 55     |
| A.C. Loux Patras Eleni Mournou 13               | ŽRK Vardar SCBT Marija Lojpur 11                   | 19 : 28 (8 : 15)     | 16 : 27 (7 : 12)     | 35 : 55     |
| A.C. Loux Patras Eleni Mournou 13               | ŽRK Vardar SCBT Marija Lojpur 11                   | 500 toeschouwers     | 325 toeschouwers     | 35 : 55     |
| HK Kuban Krasnodar Anastassija Kudrjaschowa 12  | HC Dunărea Brăila Alina Horjea 19                  | 11.11.2012 16:30 uur | 17.11.2012 11:00 uur | 52 : 51     |
| HK Kuban Krasnodar Anastassija Kudrjaschowa 12  | HC Dunărea Brăila Alina Horjea 19                  | 28 : 22 (14 : 12)    | 24 : 29 (9 : 18)     | 52 : 51     |
| HK Kuban Krasnodar Anastassija Kudrjaschowa 12  | HC Dunărea Brăila Alina Horjea 19                  | 1.000 toeschouwers   | 1.500 toeschouwers   | 52 : 51     |
| Westfriesland/SEW Brenda Van der Moolen 7       | HAC Handball Julie Dazet 13                        | 10.11.2012 18:00 uur | 18.11.2012 17:00 uur | 37 : 69     |
| Westfriesland/SEW Brenda Van der Moolen 7       | HAC Handball Julie Dazet 13                        | 22 : 38 (8 : 21)     | 15 : 31 (9 : 18)     | 37 : 69     |
| Westfriesland/SEW Brenda Van der Moolen 7       | HAC Handball Julie Dazet 13                        | 750 toeschouwers     | 2.000 toeschouwers   | 37 : 69     |
| Çankaya Bel. Ankara Jale Aslan 10               | Fémina Visé Judith Franssen 18                     | 17.11.2012 19:30 uur | 18.11.2012 17:00 uur | 73 : 46     |
| Çankaya Bel. Ankara Jale Aslan 10               | Fémina Visé Judith Franssen 18                     | 31 : 21 (15 : 11)    | 42 : 25 (20 : 9)     | 73 : 46     |
| Çankaya Bel. Ankara Jale Aslan 10               | Fémina Visé Judith Franssen 18                     | 700 toeschouwers     | 350 toeschouwers     | 73 : 46     |
| Tertnes Bergen Linn Gossé 14                    | Frankfurter HC Franziska Mietzner 16               | 10.11.2012 17:00 uur | 17.11.2012 16:00 uur | 64 : 58     |
| Tertnes Bergen Linn Gossé 14                    | Frankfurter HC Franziska Mietzner 16               | 34 : 22 (16 : 8)     | 30 : 36 (15 : 20)    | 64 : 58     |
| Tertnes Bergen Linn Gossé 14                    | Frankfurter HC Franziska Mietzner 16               | 350 toeschouwers     | 585 toeschouwers     | 64 : 58     |

## Achtste finale
De loting van de achtste finales vond plaats op 20 november 2012 in Wenen.
 De heenwedstrijden vonden plaats op 2-3 februari 2013. De returnwedstrijden vonden plaats op 9-10 februari 2013.

### Gekwalificeerde teams
| - Grupo Asfi Itxako Navarra - Metz Handball - Lada (titelverdediger) - Tertnes Bergen - FC Midtjylland - HC Zalău - Astrachanotschka - HK Kuban Krasnodar | - Team Tvis Holstebro - HAC Handball - KGHM Metraco Zagłębie Lubin - ŽRK Vardar SCBT - Juve Lis - RK GEN-I Zagorje - ŽRK Radnički Kragujevac - Çankaya Bel. Anka Spor K. |

### Uitslagen
| Team 1                                    | Team 2                                                    | Heenwedstrijd        | Returnwedstrijd      | Totaal      |
| ----------------------------------------- | --------------------------------------------------------- | -------------------- | -------------------- | ----------- |
| Astrachanotschka Marija Ratschitelewa 13  | ŽRK Radnički Kragujevac Katarina Stepanović 15            | 09.02.2013 15:00 uur | 10.02.2013 15:00 uur | 79 : 50     |
| Astrachanotschka Marija Ratschitelewa 13  | ŽRK Radnički Kragujevac Katarina Stepanović 15            | 41 : 25 (24 : 10)    | 37 : 25 (19 : 14)    | 79 : 50     |
| Astrachanotschka Marija Ratschitelewa 13  | ŽRK Radnički Kragujevac Katarina Stepanović 15            | 3.000 toeschouwers   | 3.000 toeschouwers   | 79 : 50     |
| Çankaya Bel. Anka Spor K. Jale Aslan 13   | Grupo Asfi Itxako Navarra Vera Andrade Lopes 13           | 09.02.2013 15:00 uur | 10.02.2013 15:00 uur | 60 : 60 (a) |
| Çankaya Bel. Anka Spor K. Jale Aslan 13   | Grupo Asfi Itxako Navarra Vera Andrade Lopes 13           | 37 : 24 (15 : 9)     | 23 : 36 (8 : 17)     | 60 : 60 (a) |
| Çankaya Bel. Anka Spor K. Jale Aslan 13   | Grupo Asfi Itxako Navarra Vera Andrade Lopes 13           | 200 toeschouwers     | 100 toeschouwers     | 60 : 60 (a) |
| Tertnes IL Linn Gossé 12                  | HAC Handball Jovana Stoiljković 10                        | 03.02.2013 18:00 uur | 10.02.2013 17:00 uur | 64 : 51     |
| Tertnes IL Linn Gossé 12                  | HAC Handball Jovana Stoiljković 10                        | 33 : 23 (14 : 13)    | 31 : 28 (12 : 15)    | 64 : 51     |
| Tertnes IL Linn Gossé 12                  | HAC Handball Jovana Stoiljković 10                        | 200 toeschouwers     | 2.000 toeschouwers   | 64 : 51     |
| HC Zalău Roxana Daniela Varga 15          | Juve Lis Telma Amado 6                                    | 09.02.2013 17:00 uur | 10.02.2013 12:00 uur | 54 : 22     |
| HC Zalău Roxana Daniela Varga 15          | Juve Lis Telma Amado 6                                    | 25 : 14 (15 : 6)     | 29 : 8 (14 : 4)      | 54 : 22     |
| HC Zalău Roxana Daniela Varga 15          | Juve Lis Telma Amado 6                                    | 1.200 toeschouwers   | 700 toeschouwers     | 54 : 22     |
| ŽRK Vardar SCBT Marina Lambevska 11       | HK Kuban Krasnodar Jekaterina Iljina 15                   | 02.02.2013 17:00 uur | 09.02.2013 15:00 uur | 47 : 50     |
| ŽRK Vardar SCBT Marina Lambevska 11       | HK Kuban Krasnodar Jekaterina Iljina 15                   | 30 : 28 (12 : 17)    | 17 : 22 (8 : 10)     | 47 : 50     |
| ŽRK Vardar SCBT Marina Lambevska 11       | HK Kuban Krasnodar Jekaterina Iljina 15                   | 2.500 toeschouwers   | 1.500 toeschouwers   | 47 : 50     |
| Team Tvis Holstebro Ann Grete Nørgaard 15 | Lada Toljatti Titelverteidiger Wiktorija Schilinskaite 10 | 03.02.2013 13:00 uur | 10.02.2013 17:00 uur | 54 : 49     |
| Team Tvis Holstebro Ann Grete Nørgaard 15 | Lada Toljatti Titelverteidiger Wiktorija Schilinskaite 10 | 24 : 19 (13 : 11)    | 30 : 30 (16 : 15)    | 54 : 49     |
| Team Tvis Holstebro Ann Grete Nørgaard 15 | Lada Toljatti Titelverteidiger Wiktorija Schilinskaite 10 | 1.238 toeschouwers   | 2.700 toeschouwers   | 54 : 49     |
| FC Midtjylland Trine Troelsen 13          | RK GEN-I Zagorje Pia Ugrin 13                             | 02.02.2013 18:00 uur | 03.02.2013 17:00 uur | 59 : 50     |
| FC Midtjylland Trine Troelsen 13          | RK GEN-I Zagorje Pia Ugrin 13                             | 31 : 28 (14 : 16)    | 28 : 22 (15 : 9)     | 59 : 50     |
| FC Midtjylland Trine Troelsen 13          | RK GEN-I Zagorje Pia Ugrin 13                             | 800 toeschouwers     | 800 toeschouwers     | 59 : 50     |
| Metz Handball Paule Baudouin 12           | KGHM Metraco Zagłębie Lubin Karolina Semeniuk-Olchawa 11  | 02.02.2013 20:00 uur | 09.02.2013 20:00 uur | 53 : 50     |
| Metz Handball Paule Baudouin 12           | KGHM Metraco Zagłębie Lubin Karolina Semeniuk-Olchawa 11  | 29 : 28 (12 : 13)    | 24 : 22 (9 : 12)     | 53 : 50     |
| Metz Handball Paule Baudouin 12           | KGHM Metraco Zagłębie Lubin Karolina Semeniuk-Olchawa 11  | 4.200 toeschouwers   | 550 toeschouwers     | 53 : 50     |

## Kwartfinale
De loting van de kwartfinales vond plaats op 12 februari 2012 in Wenen.
 De heenwedstrijden vonden plaats op 9-10 maart 2013. De returnwedstrijden vonden plaats op 16-17 maart 2013.

### Gekwalificeerde teams
| - Astrachanotschka - Grupo Asfi Itxako Navarra - Tertnes IL - HC Zalău | - HK Kuban Krasnodar - Team Tvis Holstebro - FC Midtjylland - Metz Handball |

### Uitslagen
| Team 1                                             | Team 2                                   | Heenwedstrijd        | Returnwedstrijd      | Totaal  |
| -------------------------------------------------- | ---------------------------------------- | -------------------- | -------------------- | ------- |
| Grupo Asfi Itxako Navarra Florina Daniela Badea 11 | HC Zalău Crina Pintea 11                 | 10.03.2013 15:00 uur | 11.03.2013 17:00 uur | 42 : 70 |
| Grupo Asfi Itxako Navarra Florina Daniela Badea 11 | HC Zalău Crina Pintea 11                 | 22 : 31 (10 : 15)    | 20 : 39 (10 : 17)    | 42 : 70 |
| Grupo Asfi Itxako Navarra Florina Daniela Badea 11 | HC Zalău Crina Pintea 11                 | 1.200 toeschouwers   | 1.200 toeschouwers   | 42 : 70 |
| Team Tvis Holstebro Ann Grete Nørgaard 17          | Tertnes IL Marie Liljegren 18            | 10.03.2013 17:30 uur | 17.03.2013 18:00 uur | 66 : 62 |
| Team Tvis Holstebro Ann Grete Nørgaard 17          | Tertnes IL Marie Liljegren 18            | 36 : 29 (19 : 15)    | 30 : 33 (15 : 16)    | 66 : 62 |
| Team Tvis Holstebro Ann Grete Nørgaard 17          | Tertnes IL Marie Liljegren 18            | 1.673 toeschouwers   | 1.542 toeschouwers   | 66 : 62 |
| FC Midtjylland Nycke Groot 7                       | HK Kuban Krasnodar Julija Ganitschkina 6 | 09.03.2013 16:30 uur | 17.03.2013 12:00 uur | 65 : 43 |
| FC Midtjylland Nycke Groot 7                       | HK Kuban Krasnodar Julija Ganitschkina 6 | 39 : 21 (21 : 9)     | 26 : 22 (12 : 13)    | 65 : 43 |
| FC Midtjylland Nycke Groot 7                       | HK Kuban Krasnodar Julija Ganitschkina 6 | 1.878 toeschouwers   | 1.000 toeschouwers   | 65 : 43 |
| Astrachanotschka Anastassija Juschtschenko 9       | Metz Handball Kristina Liščević 11       | 09.03.2013 15:00 uur | 16.03.2013 20:15 uur | 45 : 52 |
| Astrachanotschka Anastassija Juschtschenko 9       | Metz Handball Kristina Liščević 11       | 26 : 19 (16 : 8)     | 19 : 33 (9 : 17)     | 45 : 52 |
| Astrachanotschka Anastassija Juschtschenko 9       | Metz Handball Kristina Liščević 11       | 3.500 toeschouwers   | 5.000 toeschouwers   | 45 : 52 |

## Halve finale
De loting van de halve finales vond plaats op 12 februari 2013 in Wenen.
 De heenwedstrijden vonden plaats op 6-7 april 2013. De returnwedstrijden vonden plaats op 13-14 april 2013.

### Gekwalificeerde teams
| - HC Zalău - Team Tvis Holstebro | - FC Midtjylland - Metz Handball |

### Uitslagen
| Team 1                              | Team 2                                    | Heenwedstrijd        | Returnwedstrijd      | Totaal  |
| ----------------------------------- | ----------------------------------------- | -------------------- | -------------------- | ------- |
| Metz Handball Jurswailly Luciano 12 | HC Zalău Roxana Daniela Varga 11          | 07.04.2013 17:30 uur | 14.04.2013 18:00 uur | 60 : 36 |
| Metz Handball Jurswailly Luciano 12 | HC Zalău Roxana Daniela Varga 11          | 34 : 15 (15 : 7)     | 26 : 21 (14 : 8)     | 60 : 36 |
| Metz Handball Jurswailly Luciano 12 | HC Zalău Roxana Daniela Varga 11          | 5.000 toeschouwers   | 1.200 toeschouwers   | 60 : 36 |
| FC Midtjylland Nycke Groot 9        | Team Tvis Holstebro Ann Grete Nørgaard 14 | 06.04.2013 15:00 uur | 13.04.2013 16:00 uur | 46 : 47 |
| FC Midtjylland Nycke Groot 9        | Team Tvis Holstebro Ann Grete Nørgaard 14 | 22 : 29 (10 : 19)    | 24 : 18 (11 : 9)     | 46 : 47 |
| FC Midtjylland Nycke Groot 9        | Team Tvis Holstebro Ann Grete Nørgaard 14 | 2.109 toeschouwers   | 2.473 toeschouwers   | 46 : 47 |

## Finale
De loting van de finale vond plaats op 16 april 2013 in Wenen.
 De heenwedstrijd vond plaats op 5 mei 2013. De returnwedstrijd vond plaats op 12 mei 2013.

### Gekwalificeerde teams
| - Team Tvis Holstebro - Metz Handball |

### Uitslagen
| Team 1              | Team 2        | Heenwedstrijd      | Returnwedstrijd    | Totaal  |
| ------------------- | ------------- | ------------------ | ------------------ | ------- |
| Team Tvis Holstebro | Metz Handball | 05.05.13 16:50 uur | 12.05.13 18:00 uur | 64 : 63 |
| Team Tvis Holstebro | Metz Handball | 31 : 35 (16 : 18)  | 33 : 28 (15 : 14)  | 64 : 63 |

### Heenwedstrijd
Team Tvis Holstebro - Metz Handball  31 : 35 (16 : 18)
5. mei 2013 in Holstebro, Gråkjær Arena, 2.500 toeschouwers, wedstrijdverslag
Team Tvis Holstebro: Toft, Lundsby, Nørgaard (15), Kristiansen  (6), Burgaard (3), Gravholt   (3), Stefánsdóttir (2), Andersen (1), Loerper (1), Blicher Toft, Heindahl , Jónsdóttir , Kjær, Niedźwiedź, Nielsen
Metz Handball: Glauser, Pierson, Andrjuschina  (7), Kamto Njitam   (5), Pidpalowa  (5), Liščević (4), Baudouin (3), Broch  (2), Luciano (2), Ognjenović   (2), Piejos (2), Zaadi (2), Prudhomme (1), González Ortega 
Scheidsrechters:  Branka Marić en Zorica Mašić

### Returnwedstrijd
Metz Handball - Team Tvis Holstebro  28 : 33 (14 : 15)
12. mei 2013 in Metz, Les Arenes, 5.500 toeschouwers, wedstrijdverslag
Metz Handball : Glauser, Pierson, Broch  (5), Ognjenović (5), Liščević (4), Kanto Njitam    (3), Andrjuschina   (3), Pidpalowa (2), González Ortega  (2), Prudhomme (1), Luciano  (1), Baudouin (1), Piejos (1), Zaadi Deuna, Tandjan, Ngo Leyi
Team Tvis Holstebro : Toft, Lundsby, Kristiansen   (12), Gravholt  (6), Nørgaard (6), Burgaard   (4), Loerper (2), Heindahl   (1), Andersen (1), Kjær (1), Blicher Toft, Jónsdóttir, Stefánsdóttir
Scheidsrechters:  Kursad Erdogan en Ibrahim Ozdeniz

EHF-commissaris:  George Bebetsos

EHF-vertegenwoordiger:  Joan Marin

## Statistieken

### Topscorerslijst
| Pl. | Land                | Speler               | Pos. | Vereniging          | Sp. | Goals | Gem. |
| --- | ------------------- | -------------------- | ---- | ------------------- | --- | ----- | ---- |
| 1.  | Vlag van Denemarken | Ann Grete Nørgaard   | (LA) | Team Tvis Holstebro | 12  | 92    | 7,67 |
| 2.  | Vlag van Denemarken | Kristina Kristiansen | (RM) | Team Tvis Holstebro | 12  | 59    | 4,92 |
| 3.  | Vlag van Noorwegen  | Marthe Reinkind      | (RR) | Tertnes Bergen      | 08  | 53    | 6,63 |

## Weblinks
- EHF-Cup op de officiële website van de EHF (Engels)

IHF Cup:

1981/82 ·
1982/83 ·
1983/84 ·
1984/85 ·
1985/86 ·
1986/87 ·
1987/88 ·
1988/89 ·
1989/90 ·
1990/91 ·
1991/92 ·
1992/93 ·

EHF Cup:

1993/94 ·
1994/95 ·
1995/96 ·
1996/97 ·
1997/98 ·
1998/99 ·
1999/00 ·
2000/01 ·
2001/02 ·
2002/03 · 
2003/04 · 
2004/05 · 
2005/06 · 
2006/07 · 
2007/08 · 
2008/09 · 
2009/10 · 
2010/11 · 
2011/12 · 
2012/13 · 
2013/14 · 
2014/15 · 
2015/16 · 
2016/17